# Paradeplatz (Zurich)
La Paradeplatz (en français, Place de la parade, des armes) est une place à Zurich en Suisse.

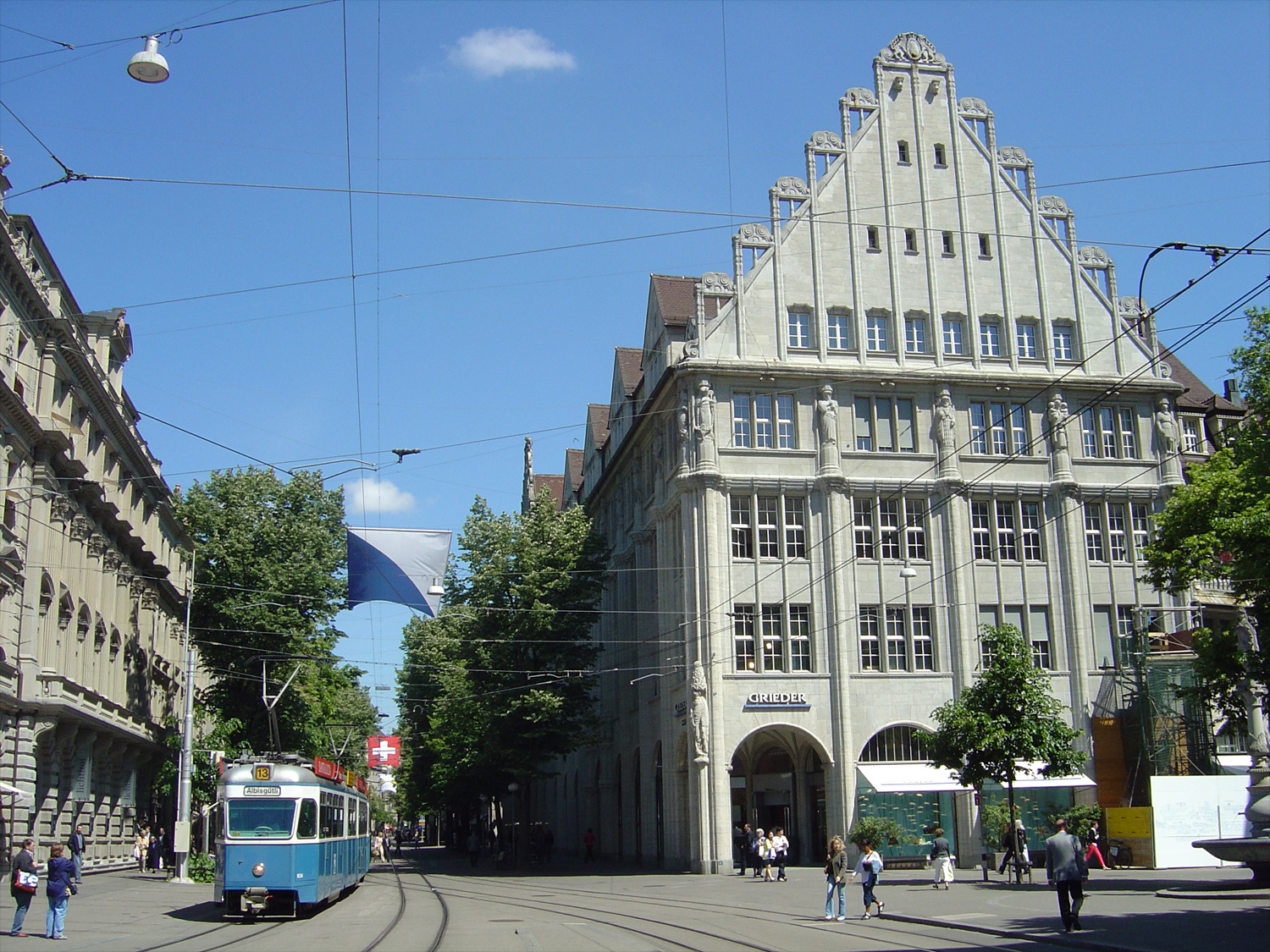
Vue de la Paradeplatz et de la Bahnhofstrasse avec le bâtiment Grieder

## Histoire
Cet endroit de la ville fut utilisé au XVIIe siècle comme lieu de transbordement pour les animaux, sous le nom de Säunmarkt - marché au cochon en français. À partir de 1819 la place fut renommée Neumarkt - nouveau marché en français - probablement en raison du redressement économique de la ville. Le nom de Neumarkt resta un peu moins de 50 ans et, en 1865, la place reçut le nom de Paradeplatz qui est directement en lien avec le fait que l'arsenal et le camp de munition y étaient établis.

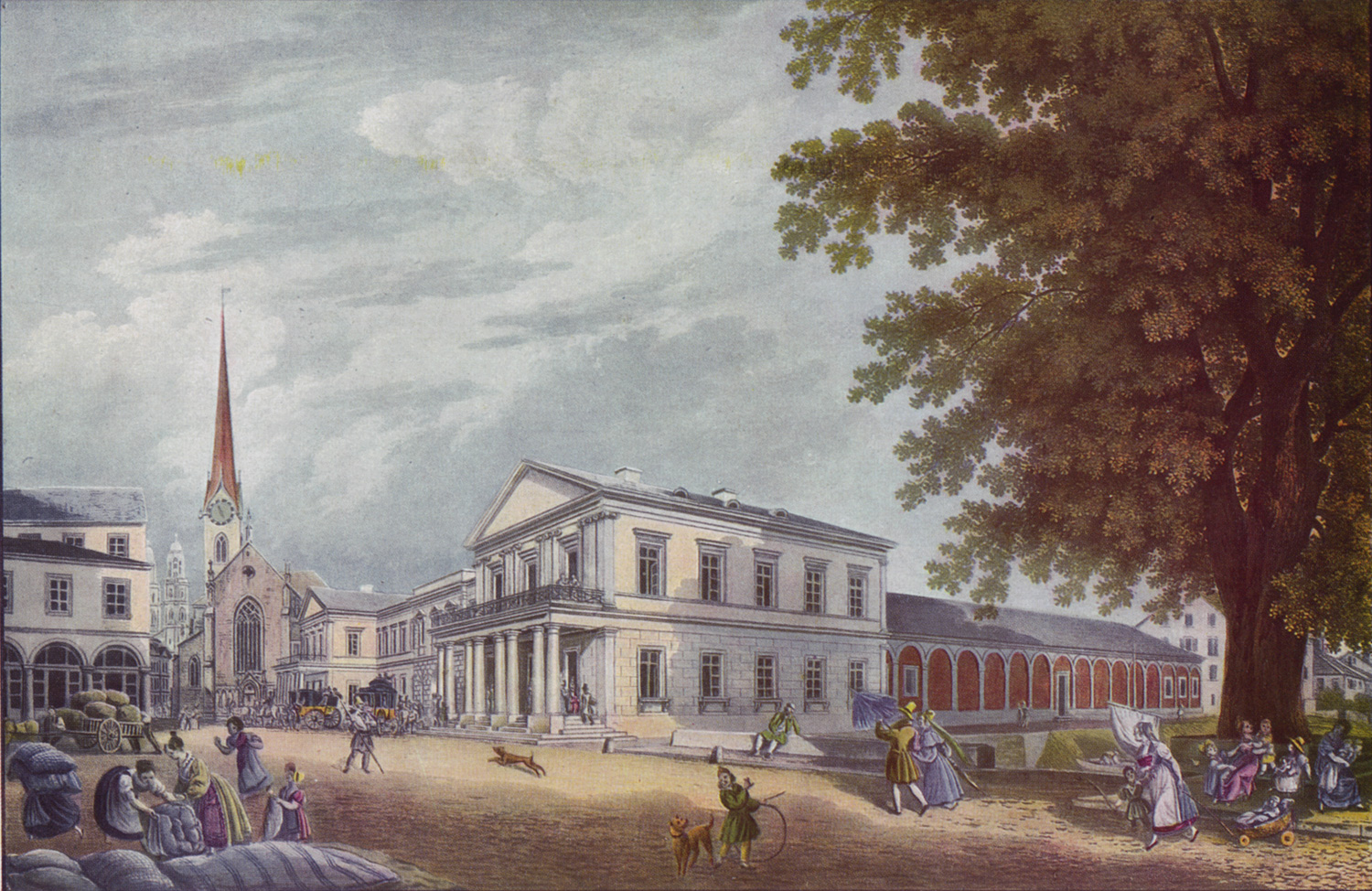
Le centre postal de la Paradeplatz en 1838

Jusqu'à la destruction des murailles de la ville au XIXe siècle, l'ouest de la place était caractérisé avec la porte de Wollishofer, la Katzenturm (tour du chat) et la cour de Tiefenhoflinde. Juste devant le rempart se trouvait un fossé appelé Fröschengraben - fossé de grenouilles en français. En 1838 l'Autrichien Johannes Baur construisit un hôtel de luxe pour le tourisme, à l'époque appelé Hôtel Baur en ville, il est maintenant appelé Savoy Baur en ville.

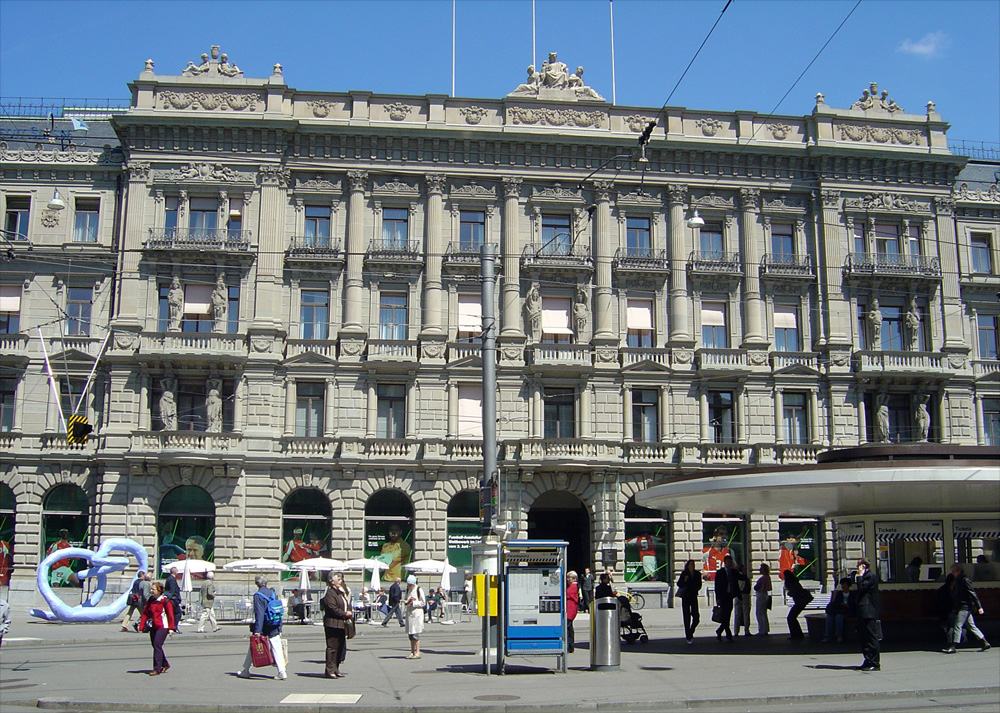
Le siège de la banque Crédit suisse

À la même époque fut ouvert le Kantonalzürcherische Postdirektion - en français la Direction de la poste du canton de Zurich - et à côté un centre de diligences du service des postes, ce qui était à cette époque un fait très rare. Les deux bâtiments furent construits par l'architecte Hans Conrad Stadler. C'était à cette époque une des places les plus dynamiques de Zurich.
En 1864, fut construite la Bahnhofstrasse à l'emplacement du Fröschengraben, celle-ci permettait une connexion directe avec la gare centrale. Ceci provoqua la joie du pâtissier David Sprüngli, qui avait déplacé son siège commercial de la Marktgasse à la Paradeplatz. À cette époque, encore personne ne voyait le futur développement qui allait se produire. En 1857 l'architecte Gustav Albert Wegmann construisit le complexe immobilier de Tiefenhof. L'entreprise de David Sprüngli y prit place et fut le premier bâtiment commercial de la place.

### Chronologie

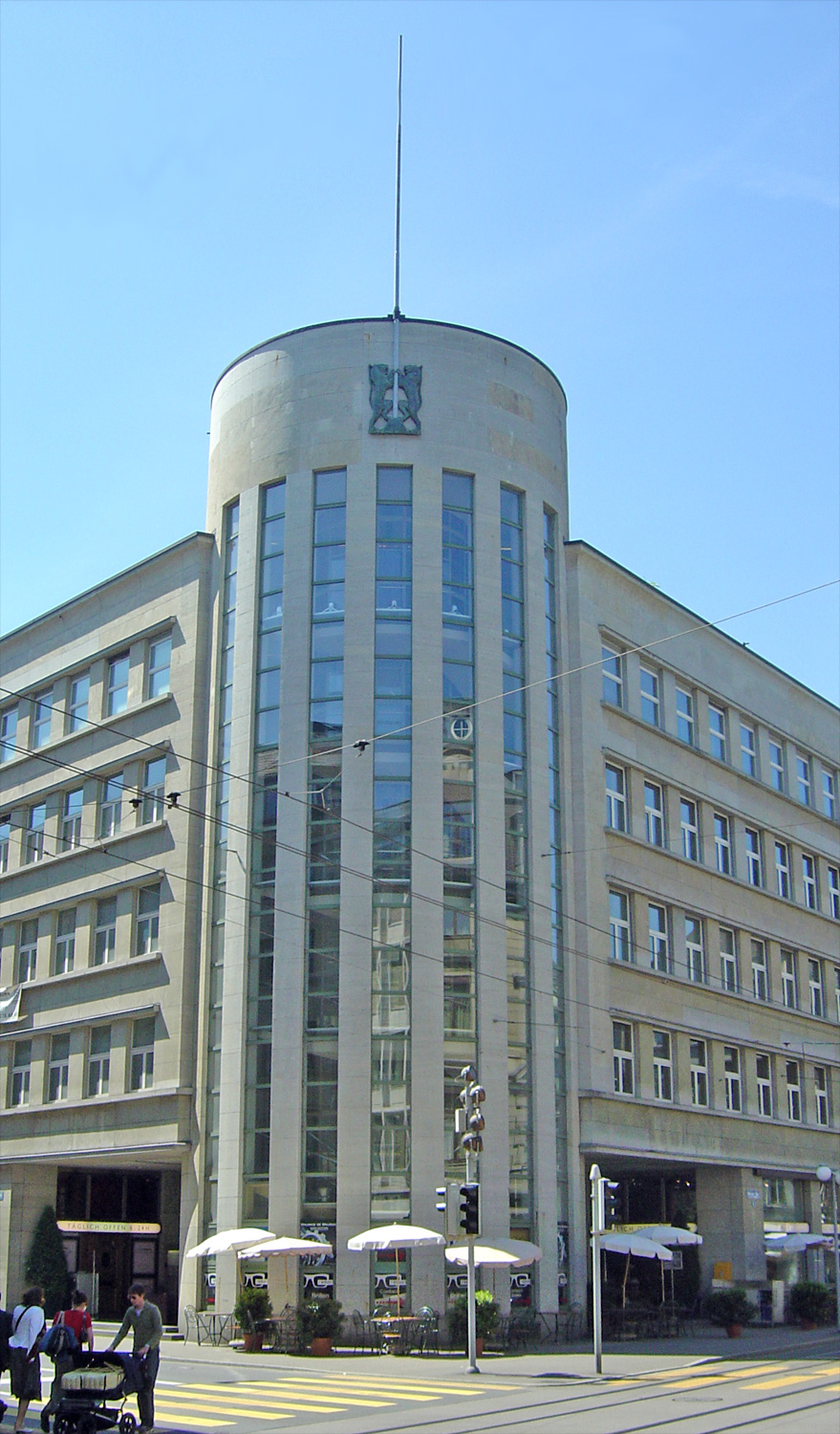
L'ancienne bourse de Zurich au Bleicherweg 5, à proximité de la Paradeplatz

- 1487 : Construction d'un arsenal militaire à proximité.
- 1642 : La place est se trouve intégrée en ville après la construction de nouvelles fortifications.
- 1684 : Création du jardin Neuhaus à l'ouest de la place.
- 1819 : Changement du nom de Saunmarkt en Neumarkt.
- 1838 : Construction de l'hôtel Baur en ville et d'un centre postal.
- 1857 : Construction des premiers immeubles commerciaux.
- 1865 : Changement du nom de Neumarkt au nom actuel de Paradeplatz.
- 1872 : Construction d'une fontaine.
- 1873 : Installation de l'entreprise Kredit Anstalt au nord de la place.
- 1882 : Ouverture de trois lignes de tramway hippomobile passant par la Paradeplatz.
- 1896 : Première ligne de tram électrique.
- 1897-1899 : Construction du premier bâtiment bancaire de Charles Mewes.
- 1900 : Aménagements de la place pour les lignes de trams électriques.
- 1913 : Construction du bâtiment Grieder.
- 1928 : Construction des premières salles d'attente pour le tram.
- 1953-1960 : Construction de l'établissement bancaire Roland Rohn.
- 2000 : Rénovation complète de la place.

## Transport
La place est semi-piétonne, car les voitures n'y ont pas accès mais des trams y passent. La Paradeplatz est reliée à la gare centrale de Zurich par plusieurs lignes de trams, la 6, la 11 et la 7.